# Birger Madsen
Birger Madsen (Oslo, 23 aprile 1982) è un ex calciatore norvegese, di ruolo difensore.

## Carriera

### Club
A livello giovanile, vestì la maglia del Manglerud Star, dello Skeid, del Nordstrand e nuovamente dello Skeid. Proprio con quest'ultimo club, effettuò l'esordio nell'Adeccoligaen in data 22 ottobre 2000, quando la sua squadra uscì sconfitta per cinque a due dalla trasferta in casa del Kongsvinger. Il 25 agosto 2002 fu Madsen a realizzare la rete del momentaneo uno a uno tra Ham-Kam e Skeid (siglando così la prima marcatura in campionato della sua carriera), in un incontro che si concluderà poi con il punteggio di due a due. Il 30 ottobre 2005 giocò quella che fu l'ultima partita con la maglia dello Skeid: fu infatti titolare nel successo per due a zero sul campo dello Strømsgodset.
Per il campionato 2006, infatti, si trasferì al Sandefjord, militante nella massima divisione norvegese. Poté debuttare nella Tippeligaen il 16 luglio dello stesso anno, quando fu schierato titolare nella vittoria per cinque a due sul Molde: contemporaneamente, in quell'occasione, riuscì a segnare il primo gol con la nuova maglia, fissando il punteggio sul cinque a due finale. Collezionò settantasei partite di campionato con il Sandefjord, quarantanove delle quali nella Tippeligaen.
Nel 2009, passò al Vålerenga, squadra della sua città. La prima gara la giocò il 23 agosto, nella sconfitta per tre a due contro lo Stabæk, partita nella quale rimediò anche un cartellino giallo. Il 5 ottobre contribuì con una rete alla vittoria per tre a uno del Vålerenga sul Viking. Il 25 aprile 2010, portò in vantaggio la sua squadra sull'Odd Grenland: la partita si concluse poi con un successo per sei a uno.
Dal 2011 al 2013 vestì la maglia dello Start, che ne annunciò l'acquisto assieme a quello del portiere Alexander Lund Hansen. Nel gennaio 2014 annunciò il suo ritiro agonistico per motivi di salute.